# Tasmanaria pacifica
Tasmanaria pacifica is een hydroïdpoliep uit de familie Sertulariidae. De poliep komt uit het geslacht Tasmanaria. Tasmanaria pacifica werd in 2003 voor het eerst wetenschappelijk beschreven door Vervoort & Watson. 